# Conférence de Londres de 1867
Pour les articles homonymes, voir Conférence de Londres.

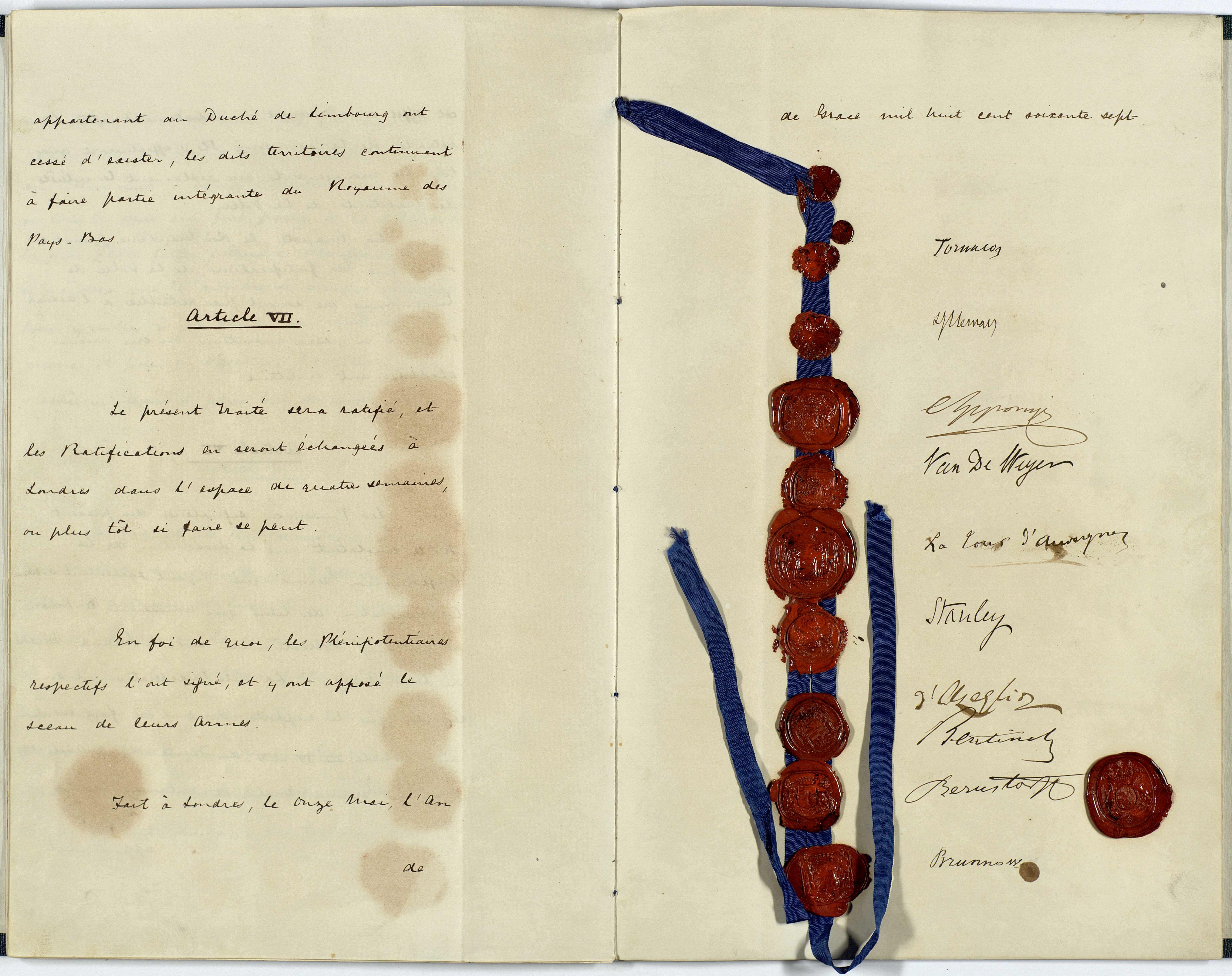
Traité de neutralité de Londres - acte final, Article VII et signatures

La conférence de Londres de 1867 est une conférence diplomatique entre les six grandes puissances européennes (France, Grande-Bretagne, Prusse, Autriche, Russie et nouvellement l'Italie) qui s'est tenue à Londres entre le 7 et le 11 mai 1867. Le but de cette conférence diplomatique est de régler l'ordre politique de l'Europe du Nord après l'éclatement de la Confédération germanique en 1866. Elle aboutit au second traité de Londres.

## Histoire
La victoire de la Prusse sur l'Autriche lors de la Bataille de Sadowa en 1866 provoqua l'éclatement de la Confédération germanique et la création de la confédération de l'Allemagne du Nord. Il est nécessaire de régler le statut du Grand-duché de Luxembourg, lequel, après la chute de Napoléon Ier et le Congrès de Vienne en 1815, avait été cédé comme propriété privée à Guillaume Ier des Pays-Bas de la Maison d'Orange-Nassau, tout en étant membre de la confédération germanique. Malgré la dissolution de la confédération, les troupes prussiennes continuèrent d'occuper la forteresse de Luxembourg, le gouvernement français insistant pour que ces troupes soient démantelées : la disparition de la Confédération effaçait le cadre juridique qui permettait aux militaires prussiens d'être présent au Luxembourg. De plus, Napoléon III cherche à racheter le grand-duché pour l'intégrer à la France, ce qui provoqua l'opposition des autres monarchies et déclenchera la crise luxembourgeoise.
La conférence débouchera le 11 mai 1867 sur le second traité de Londres, qui prévoit que :
- la France renonce à ses prétentions sur le Luxembourg, le roi Guillaume III des Pays-Bas en reste le souverain ;
- la Prusse, en contrepartie, démobilise sa garnison et les fortifications seront démantelées, autant que le roi de Hollande le jugera utile ;
- le Luxembourg restera neutre au cours des futurs conflits ;
- les puissances garantes du premier traité de Londres, à savoir la France, la Grande-Bretagne, la Prusse, l'Autriche et la Russie doivent veiller à l'application des dispositions du traité.